# Peter Voser

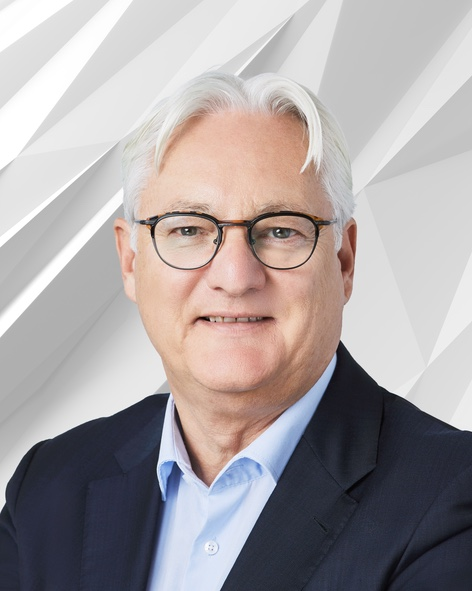
Peter Voser.

Peter Voser (nascido em 1958, na Suiça) é um empresário que atualmente é chief executive officer da Royal Dutch Shell plc, posição para a qual foi indicado em julho de 2009 e CEO da ABB desde abril de 2019. Também foi membro do conselho de administração do banco UBS AG de abril de 2005 até abril de 2010. É formado pela Universidade de Zurique, Suíça, onde cursou administração.